# پوستافولدوار
پوستافولدوار (به مجاری:  Pusztaföldvár) یک منطقهٔ مسکونی در مجارستان است که در ناحیه اوروش‌هازا واقع شده‌است. پوستافولدوار ۵۷٫۱۵ کیلومتر مربع مساحت و ۱٬۶۶۲ نفر جمعیت دارد.